# Старр, Мартин
Мартин Старр (англ. Martin Starr; род. 30 июля 1982 года в Санта-Монике, США) — американский актёр, наиболее известен ролями Билла в сериале «Хулиганы и ботаны» и Бертрама Гилфойла в сериале «Кремниевая долина», а также ролями в фильмах «Немножко беременна» и «Парк культуры и отдыха».

## Биография
Родился в семье актрисы и учителя После «Freaks and Geeks» появлялся как приглашенная звезда в таких сериалах, как «Откровения», «Как я встретил вашу маму», «Эд», «Таинственные пути», «Провиденс», «Царь горы», «Гавайи 5.0» и других. Снялся в камео в «Невероятном Халке» в роли компьютерного гика.

## Избранная фильмография
| Год       |   | Русское название                             | Оригинальное название                       | Роль               |
| --------- | - | -------------------------------------------- | ------------------------------------------- | ------------------ |
| 1999—2000 | с | Хулиганы и ботаны                            | Freaks and Geeks                            | Билл Хейверчак     |
| 2007      | ф | Немножко беременна                           | Knocked Upb                                 | Мартин             |
| 2007      | ф | SuperПерцы                                   | Superbad                                    | Джеймс Масселин    |
| 2008      | ф | Невероятный Халк                             | The Incredible Hulk                         | компьютерный гик   |
| 2009      | ф | Парк культуры и отдыха                       | Adventureland                               | Джоэл              |
| 2009      | ф | Изобретение лжи                              | The Invention of Lying                      | первый официант    |
| 2011      | ф | Старая добрая оргия                          | A Good Old Fashioned Orgy                   | Дукес              |
| 2013      | ф | Конец света 2013: Апокалипсис по-голливудски | This is The End                             | в роли самого себя |
| 2014      | ф | Операция «Мёртвый снег» 2                    | Dead Snow 2                                 | Дэниел             |
| 2014—2019 | с | Кремниевая долина                            | Silicon Valley                              | Бертрам Гилфойл    |
| 2017      | ф | Человек-паук: Возвращение домой              | Spider-Man: Homecoming                      | мистер Харрингтон  |
| 2019      | ф | Человек-паук: Вдали от дома                  | Spider-Man: Far From Home                   | мистер Харрингтон  |
| 2019      | ф | Милый мальчик                                | Honey Boy                                   | Алек               |
| 2021      | ф | Человек-паук: Нет пути домой                 | Spider-Man: No Way Home                     | мистер Харрингтон  |
| 2022      | ф | Самаритянин                                  | Samaritan                                   | Альберт Каслер     |
| 2022      | с | Король Талсы                                 | Tulsa King                                  | Бодхи              |
| 2022      | с | Кабинет редкостей Гильермо дель Торо         | Guillermo del Toro’s Cabinet of Curiosities | Кит                |